# Chlorophorus swatensis
Chlorophorus swatensis là một loài bọ cánh cứng trong họ Cerambycidae.